# 브루키아과
브루키아과(Bruchiaceae)는 꼬리이끼목에 속하는 이끼과 중의 하나이다. 두루미이끼(Trematodon longicollis) 등을 포함하고 있다. 3~5개 속에 약 120여 종을 포함하고 있다. 모식속은 브루키아(Bruchia)이고 독일 생물학자 필리프 브루흐(1781~1847)의 이름을 따서 명명했다.

## 하위 속
- 브루키아속 (Bruchia)
- Cladophascum
- Eobruchia
- Pringleella
- 두루미이끼속 (Trematodon)